# 平野博之
平野 博之（ひらの ひろゆき、1954年 - ）は、日本の生物学者。専門は植物分子発生遺伝学。農学博士（名古屋大学）。東京大学名誉教授。。

## 人物・経歴
千葉県生まれ。1978年東北大学理学部生物学科卒業。1983年名古屋大学大学院農学研究科修了。日本学術振興会奨励研究員，同特別研究員を経て，1988年国立遺伝学研究所助手。1996年東京大学大学院農学生命科学研究科助教授。2004年東京大学大学院理学系研究科教授。2020年定年退職，東京大学名誉教授。
専門は植物分子発生遺伝学。学会活動など：日本育種学会常任幹事，幹事。日本遺伝学会評議員。日本植物生理学会評議員。日本メンデル協会監事。Plant and Cell Physiology 編集委員。Genes and Genetic Systems 編集委員。2019年日本遺伝学会木原賞受賞。

## 著書
- 平野博之『物語 遺伝学の歴史』中公新書, 2023
- 平野博之，阿部光知 『花の分子発生遺伝学』裳華房, 2018
- Hirano, H.-Y., Hirai, A., Sano, Y., and Sasaki, T. (eds) “Rice Biology in the Genomics Era” Heidelberg, Springer, 2008.
- 「植物の軸と情報」特定領域研究会編（共著）『植物の生存戦略 』朝日出版, 2007